# 徽班
徽班是中国清朝中期兴起于安徽、江苏等地的戏曲班社，以唱“二黄”声腔为主，兼唱昆曲、梆子等，以扬州一带为最盛，因艺人多来自安徽省会安庆等地，而得名徽班。
乾隆五十五年（公元1790年），以高朗亭为首的扬州「三庆班」受闽浙总督伍拉纳推荐，入京为乾隆帝庆祝八十大寿，引起轰动，后遂长留燕京表演。随后各大徽班也纷纷入京，其中尤以“四喜班”、“春台班”和“和春班”著名，与三庆班合称四大徽班。
由于徽班声腔及剧目都很丰富，逐渐压倒了当时盛行于京師的秦腔与昆剧。许多秦腔班演员转入徽班，形成徽秦两腔的融合。昆剧演员也多转入徽班。道光年间湖北演员进京后，带来了楚调（西皮调），在京师与徽班造成了西皮与二黄合流，形成所谓的“皮黄戏”。此时在京师形成的皮黄戏，受到北京話语音与腔调的影响，有了“京音”的特色。这种带有北京特点的皮黄戏逐渐演变为“京剧”。